# Extratereștri nordici

Comparaţie teoretică între extratereștrii nordici şi oameni

Extratereștrii nordici sunt o presupusă rasă extraterestră care a fost descrisă de contactați și de unii ufologi ca fiind asemănători unor nordici-scandinavi.

## Comportament
Extratereștrii nordici au fost descriși ca fiind ființe binevoitoare sau chiar "magice", care doresc să observe și să comunice cu oamenii. Contactații au spus că nordicii sunt preocupați de mediul înconjurător sau de perspectivele de pace în lume și că transmit mesaje telepatic.